# Eichigt

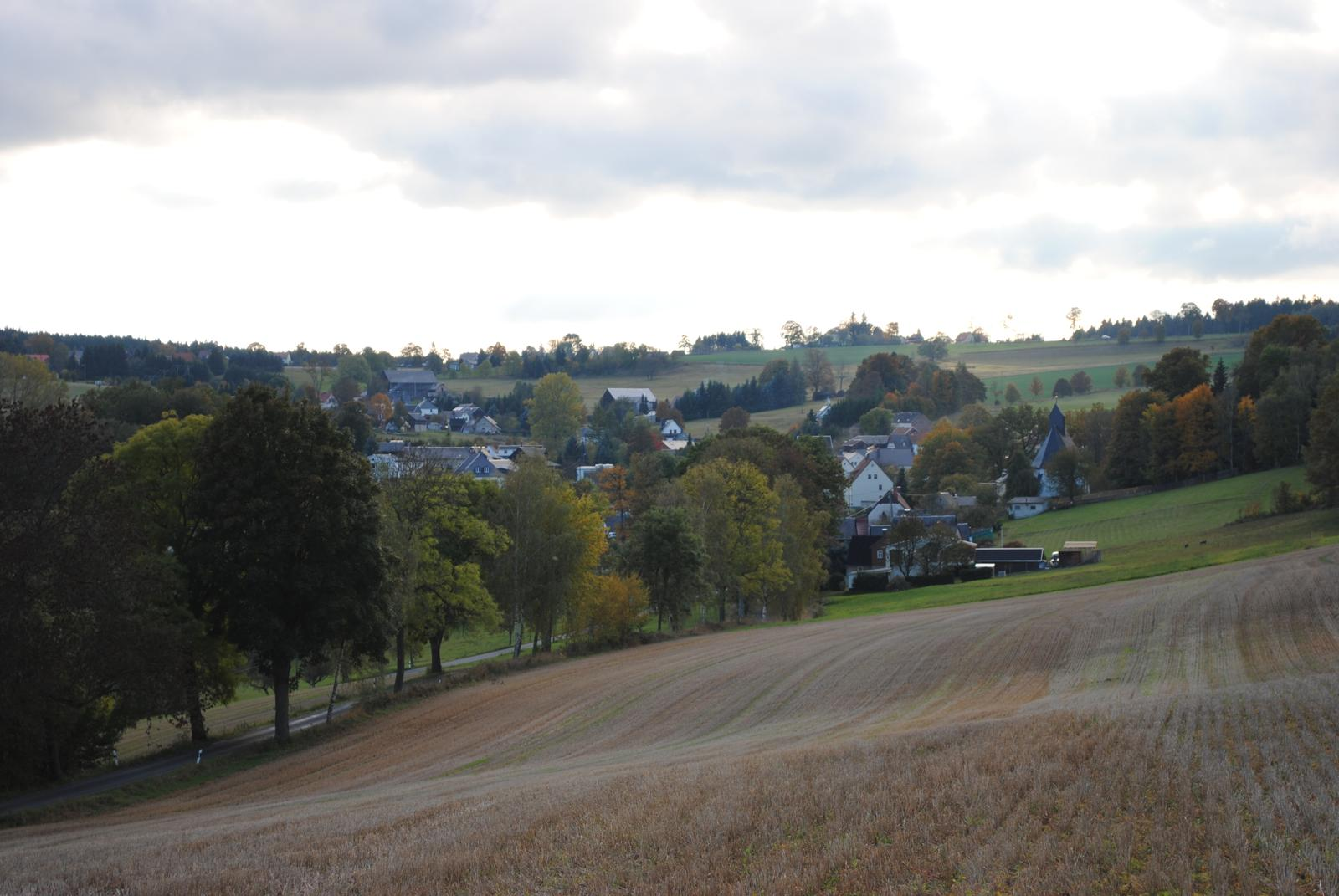
Gemeinde Eichigt Übersicht

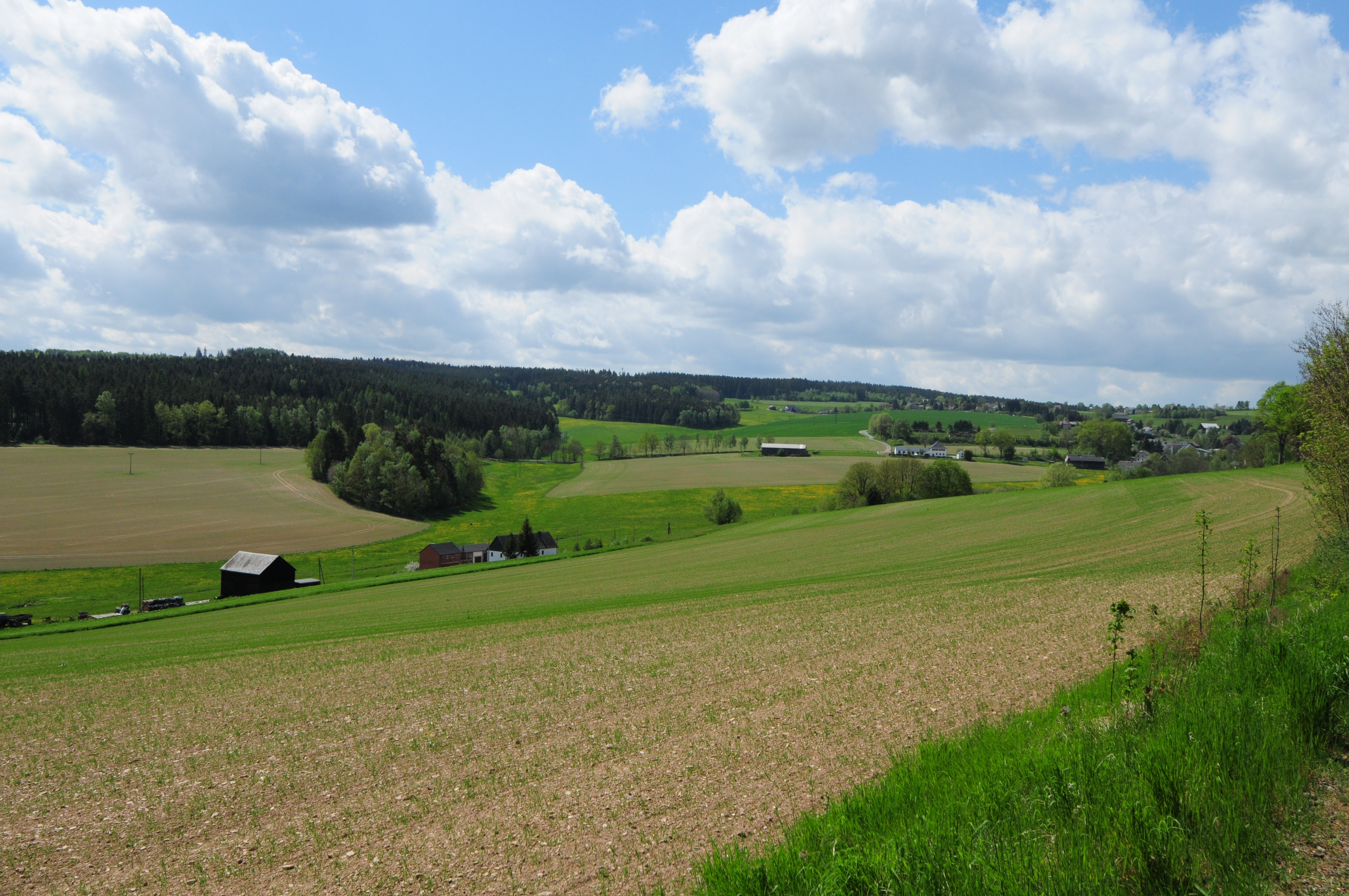
Blick in Richtung Eichigt

Eichigt (vogtländisch Maechlicht; Machlich) ist eine Gemeinde im sächsischen Vogtlandkreis und befindet sich südlich der Kreisstadt Plauen. Die Gemeinde gehört zur Verwaltungsgemeinschaft Oelsnitz/Vogtl.

## Geographie
Eichigt liegt, von der B 92, Oelsnitz–Adorf aus gesehen, auf dem rechten Hang des Tals der Weißen Elster oberhalb von Hundsgrün, das ebenfalls ein Ortsteil von Eichigt ist, in Richtung Hof.
Die Kommune ist mit ihrem Dorf Tiefenbrunn/Pabstleithen (Flur Gräben im Thale/Hammerleithen), den Ortsteilen Trojmezí (Gottmannsgrün) und Císařský Hamr (Kaiserhammer) der tschechischen Kleinstadt Hranice (Rossbach) sowie der Gemeinde Regnitzlosau (Ortsteil Hinterprex) Anlieger des Dreiländerecks im Vogtland, früher Dreikönigreichseck genannt. Das Gebiet gehörte bis 1996 zum ehemaligen Landkreis Oelsnitz (Vogtland).
„Das Dorf, etwa 8,3 km südwestlich von Oelsnitz entfernt, in dessen Amtshauptmannschaft und Amtsgericht es (1910) gehört, erstreckt sich mit seinen Häusern« lang hingezogen im Tal des Loch(n)erbaches, einem linken Zufluss der Weißen Elster, der vor langer Zeit irgendwann früher den Namen „Milna“ trug, »von der Grenze Untereichigts an in einer Ausdehnung von reichlich einer Dreiviertelstunde aufwärtssteigend bis über die Landstraße von Oelsnitz nach Rossbach (Hranice) hinüber.“
Das Dorf selbst liegt im Mittel auf 440 m ü. NN (230 bis ca. 600 m ü. NN). Die höchste Erhebung der Gemeinde Eichigt ist der 630 Meter hohe, bewaldete Bubenstock, der sich rechtsseitig der Straße von Eichigt nach dem Ortsteil Ebmath befindet.

### Nachbargemeinden
| Gemeinde Triebel im Vogtlandkreis      | Stadt Oelsnitz im Vogtlandkreis             | Gemeinde Mühlental im Vogtlandkreis |
| Gemeinde Regnitzlosau im Landkreis Hof | Kompassrose, die auf Nachbargemeinden zeigt |                                     |
|                                        | Stadt Roßbach im Bezirk Eger                | Stadt Adorf im Vogtlandkreis        |

### Gemeindegliederung
Zur Gesamtgemeinde gehören die Ortsteile
- Bergen,
- Birkigt,
- Ebersbach,
- Ebmath,
- Eichigt,
- Hundsgrün,
- Kugelreuth,
- Pabstleithen,
- Süßebach und
- Tiefenbrunn mit den 1974 zerstörten Ortschaften Gräben im Tale, Hammerleithen und Wieden.

Birkigt, Gräben im Tale, Hammerleithen, Kugelreuth und Wieden gehörten zur ehemaligen Gemeinde Tiefenbrunn. Pabstleithen war am 1. Juli 1950 gegen den Willen seiner Einwohner Tiefenbrunn angegliedert worden, demzufolge bereits vor der Verwaltungsreform ebenfalls ein Ortsteil von Tiefenbrunn. Tiefenbrunn und Ebmath wurden am 1. Januar 1994 nach Eichigt eingegliedert. Hundsgrün, Bergen und Ebersbach verloren bereits am 1. September 1972 ihre Eigenständigkeit durch Eingemeindung nach Eichigt.

## Geschichte
Historische Ortsnamensformen sind Eychich (1378), Eychegh (1390), Meychech (1414), Eichech (1445), Eichicht (1460), Aichigt (1582), Eichig (1612), Meichlig (1758) und nachfolgend immer (Ober-) Eichigt.
Eichigt hatte – nach nicht ganz sicheren Quellen – bereits 1240 eine eigene Kirchgemeinde. Nach Obereichigt wurde 1933 Untereichigt eingemeindet. 1972 folgten Bergen, Ebersbach und Hundsgrün und 1994 Ebmath und Tiefenbrunn. Für 1542 ist eine Zugehörigkeit zum Rittergut Brambach, dem Rittergut Jugelsburg und der Pfarre Eichigt belegt. Spätere Grundherrschaften, denen der Ort untertänig war, sind Brambach (1606), Rittergut Eichigt/Mühlhausen (1696, 1764) und erneut das Rittergut Jugelsburg (1764).
Die Orte Ober- und Untereichigt sowie die heutigen Ortsteile von Eichigt gehörten von 1378 bis ins 19. Jahrhundert vollständig oder teilweise zum castrum bzw. dem Amt Voigtsberg, ab 1856 zum Gerichtsamt und ab 1875 zur Amtshauptmannschaft Oelsnitz. In der DDR gehörte der Ort zum Kreis Oelsnitz. In Eichigt gibt es bis heute einige Fachwerkhäuser mit Umgebinde, die teils noch aus dem 18. Jahrhundert stammen.
Eichigt trat der am 11. Oktober 2002 gegründeten Vereinigung Freunde im Herzen Europas bei, deren Mitglieder einer grenzüberschreitenden tschechisch-deutschen Mikroregion angehören.

### Befreiungskriege
Im Jahre 1813 hatten die „Schwarzen Jäger“ des legendären Freiherrn Ludwig Adolf Wilhelm von Lützow im Rahmen ihres Kampfs gegen die französische Fremdherrschaft Napoleons I. während der Befreiungskriege in einem Biwak in Eichigt gelagert. Dass Lützow selbst in Eichigt war, ist bewiesen durch zwei Berichte, die er aus dem hiesigen Feldlager geschrieben hatte. Um die Hofer für den Kampf gegen Napoleon zu gewinnen, beabsichtigten sie, die Stadt Hof an der Saale zu überfallen. 
In der Kirchenchronik von Pfarrer Max Allwill Bühring vom November 1910 wird berichtet, dass sich das Biwak auf einem Gelände neben der Kirche mit – damals – einer Wiese und zwei Teichen befunden habe, die „Husarenwiese“ genannt worden sei. An gleicher Stelle wird über eine dort befindliche riesige Linde mit dem Namen Körnerlinde, einen Birnbaum und eine 78 Jahre später gepflanzte „Husareneiche“ berichtet (siehe Abschnitt Naturdenkmäler).
Während Lützow im Pfarrhaus bei Pfarrer Johann Christian Wirth gastliche Aufnahme fand, habe Theodor Körner bei den Lützower Jägern im Biwak genächtigt. Dieses soll sich allerdings an anderer Stelle „auf einer Wiese neben der Alten Klosterschenke“ befunden haben.

### Einwohnerentwicklung
Entwicklung der Einwohnerzahl (ab 1998: 31. Dezember):
| - 1542: 18 besessene Mann, 4 Inwohner - 1764: 22 besessene Mann, 2 Häusler - 1834: 306 (mit Untereichigt) - 1871: 602 - 1890: 577 - 1910: 500 | - 1925: 579 - 1939: 613 - 1946: 623 - 1950: 588 - 1964: 502 - 1990: 1.056 | - 1998: 1.493 - 1999: 1.473 - 2000: 1.463 - 2000: 1.473 - 2001: 1.445 - 2002: 1.429 | - 2003: 1.391 - 2004: 1.383 - 2007: 1.347 - 2008: 1.332 - 2012: 1.266 | - 2013: 1.236 - 2022: 1.138 |

1925 bekannten sich 555 Personen zum evangelisch-lutherischen, 1 Person zum römisch-katholischen Glauben und 23 waren nicht- oder andersgläubig.

## Religionen

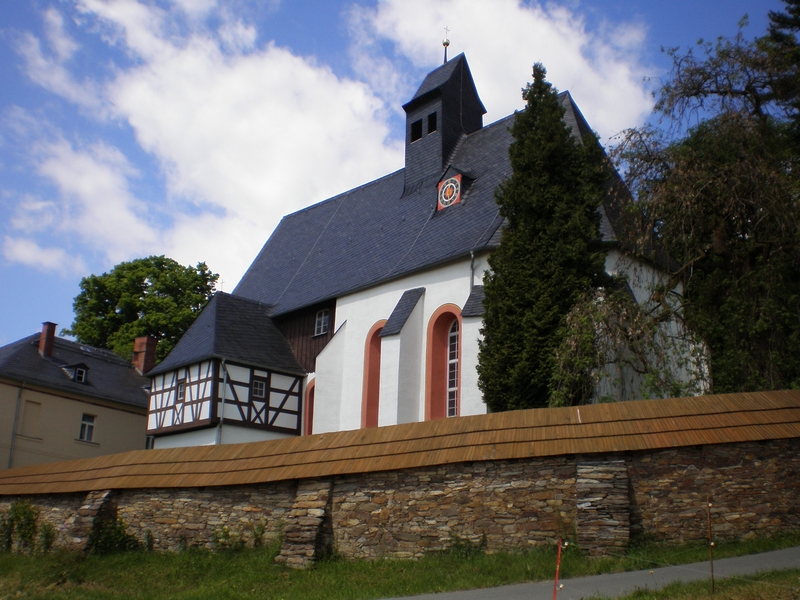
Evangelische Kirche St. Katharina.

Der Ort hat eine evangelische Kirche St. Katharina, deren äußere Sanierung abgeschlossen ist. Die Kirche wurde einst als katholische Kapelle erbaut. Auch die Friedhofsmauer konnte in den vergangenen Jahren durch Arbeitsbeschaffungsmaßnahmen wiederhergestellt werden. Sie wurde weitestgehend originalgetreu wieder mit Holzschindeln abgedeckt. Der noch fehlende Teil der Mauer mit dem Torbogen kann erst wiederhergestellt werden, wenn die Innensanierung der Kirche abgeschlossen ist.
Die Parochie Eichigt ist eine sogenannte Streitpfarre, nicht zu verwechseln mit einer Wehrkirche. Die Gemeinde gehörte zum Bistum Bamberg.
Im Gemeindegebiet, nahe der früheren Lochmühle in Untereichigt, links neben der Loch(n)erbachbrücke, befindet sich die korrekte Stelle der kirchengeschichtlich bedeutsamen „Dreibistumsecke“, jene Stelle, da ehedem die Gemarkungen der drei Bistümer Bamberg (Oberfranken) (es wurde 1818 bei der Neueinteilung der kirchlichen Sprengel nach der Säkularisation Erzbistum), Regensburg (Oberpfalz) und Naumburg (Thüringen) zusammentrafen.
Von einem „Zigeunergrab“ am Friedhofseingang berichtete Paul Apitzsch (1932). Im Sommer 1871 soll eine Romagruppe über die Grenze bei Ebmath ins Vogtland gezogen sein. Der Anführer sei dort in einem Gasthof gestorben und am 3. Juni 1873 auf dem Eichigter Friedhof begraben worden.

## Politik
Eichigt gehört zur Verwaltungsgemeinschaft Oelsnitz/Vogtl., in der Oelsnitz als erfüllende Gemeinde tätig wird.

### Gemeinderat
Seit der Gemeinderatswahl am 2024 verteilen sich die 12 Sitze des Gemeinderates folgendermaßen auf die einzelnen Gruppierungen:
- Bürger für Eichigt: 9 Sitze
- Freunde der Feuerwehr: 2 Sitze
- SPD: 1 Sitz

992 Bürger waren stimmberechtigt. Davon stimmten 719 Einwohner ab (72,5 %). Von diesen 719 Stimmzetteln waren 697 gültig (96,9 %) und 22 ungültig (3,1 %). Die Sitzverteilung blieb im Vergleich zu 2019 unverändert. 
| Gemeinderat ab 2024Insgesamt 12 Sitze - SPD: 1 - BfE: 9 - FFW: 2 | Wahlvorschlag         | 2024   | 2024   | 2019   | 2019   | 2014   | 2014   |
| Gemeinderat ab 2024Insgesamt 12 Sitze - SPD: 1 - BfE: 9 - FFW: 2 | Wahlvorschlag         | Sitze  | in %   | Sitze  | in %   | Sitze  | in %   |
| Gemeinderat ab 2024Insgesamt 12 Sitze - SPD: 1 - BfE: 9 - FFW: 2 | Bürger für Eichigt    | 9      | 75,0   | 9      | 72,2   | –      | –      |
| Gemeinderat ab 2024Insgesamt 12 Sitze - SPD: 1 - BfE: 9 - FFW: 2 | Freunde der Feuerwehr | 2      | 18,6   | 2      | 19,0   | 2      | 20,0   |
| Gemeinderat ab 2024Insgesamt 12 Sitze - SPD: 1 - BfE: 9 - FFW: 2 | SPD                   | 1      | 6,5    | 1      | 8,8    | 1      | 10,2   |
| Gemeinderat ab 2024Insgesamt 12 Sitze - SPD: 1 - BfE: 9 - FFW: 2 | CDU                   | –      | –      | –      | –      | 8      | 61,2   |
| Gemeinderat ab 2024Insgesamt 12 Sitze - SPD: 1 - BfE: 9 - FFW: 2 | Hundsgrüner Mitte     | –      | –      | –      | –      | 1      | 8,5    |
| Gemeinderat ab 2024Insgesamt 12 Sitze - SPD: 1 - BfE: 9 - FFW: 2 | Wahlbeteiligung       | 72,5 % | 72,5 % | 63,9 % | 63,9 % | 57,5 % | 57,5 % |

### Bürgermeister
Bürgermeister ist seit 2021 Stephan Meinel (BfE), der sich mit 81,3 % der Stimmen gegen 5 Gegenkandidaten durchsetzte. Er folgt auf Christoph Stölzel.
| Wahl | Bürgermeister               | Vorschlag | Wahlergebnis (in %) |
| ---- | --------------------------- | --------- | ------------------- |
| 2021 | Stephan Karl Richard Meinel | BfE       | 81,3                |
| 2014 | Christoph Stölzel           | Stölzel   | 92,5                |
| 2007 | Christoph Stölzel           | SPD       | 63,2                |
| 2001 | Karlheinz Penzel            | CDU       | 98,3                |

### Ortspartnerschaften
Da Eichigt (Ortsteil Tiefenbrunn) gemeinsam mit der tschechischen Stadt Hranice (Roßbach) und der oberfränkischen Gemeinde Regnitzlosau Anlieger des Dreiländerecks im Vogtland ist, existieren intensive Beziehungen zu beiden Ortschaften, die auch Mitglied der tschechisch-deutschen Vereinigung Freunde im Herzen Europas sind. Hranice ist zu Fuß in 30 Minuten zu erreichen.

## Kultur und Sehenswürdigkeiten

### Vereine
- Lindenfreunde Eichigt
- Kleintierzüchter Eichigt

### Chöre
- Posaunenchor Eichigt der ev.-luth. Kirchengemeinde St. Katharina
- Kirchenchor Eichigt (Gemischter Chor) der ev.-luth. Kirchengemeinde St. Katharina

### Bauwerke
Evangelisch-Lutherisches Gotteshaus Santa Katharina, fälschlicherweise häufig als Wehrkirche bezeichnet. Eichigt war eine der Streitpfarren im Vogtland.
Im Ortsteil Bergen ist neben dem Gefallenendenkmal beider Weltkriege in einem eigens errichteten Gebälk die über 700 Jahre alte, seit 1919 im Turm der Volksschule hängende Glocke zu bewundern. Sie wird zwei Mal täglich geläutet.

### Parks
Der Park an der Körnerlinde mit einem 2010 neu eingerichteten Spielplatz für die Kinder des Ortes.

### Naturdenkmäler
Auf der Wiese, auf dem sich das Biwak Theodor Körners befunden haben soll, stand eine große Linde. Diese erhielt deshalb den Namen Körnerlinde. Ferner existierte ein Birnbaum, der fortan Husarenbirne genannt wurde und mittlerweile ebenso wie die 78 Jahre nach den Ereignissen von 1813 gepflanzte Husareneiche nicht mehr existiert. Lediglich die – inzwischen ungefähr 400 Jahre alte – Linde konnte sich über die Jahrhunderte hinweg behaupten. Im Jahre 1910 wurde bereits ein Umfang von über sieben Metern festgestellt. Bis zum 13. Juni 2003 hatte sich selbiger auf 8,16 Meter vergrößert (gemessen zum Biwak der „IG Lützower Jäger Leipzig“ im Beisein der Familie Asmus Christian von Lützows aus dem Schwarzwald wegen der Enthüllung einer Gedenktafel anlässlich des 190. Jahrestages der historischen Ereignisse und der Eröffnung des Sportfests des SV Eintracht Eichigt).
- Siehe auch: Liste der Naturdenkmale in Eichigt

### Sport
Eichigt hat einen Sportverein. Für die Fußballer des SV Eintracht Eichigt stehen ein Rasenplatz und ein Hartplatz zur Verfügung. Für den Schulsport und andere Sportarten, wie Tischtennis oder Frauengymnastik, gibt es eine sanierte Turnhalle. Für das leibliche Wohl wird in einem Sportlerheim gesorgt.
Der SV Eintracht Eichigt ist Mitglied des Vogtländischen Fußballverbands (VFV), der aus dem Kreisverband Fußball Vogtland/Plauen und dem Kreisverband Fußball Göltzschtal entstanden ist, sowie im Landessportbund Sachsen. Die Frauen spielen in der Vogtlandliga, Herren und Junioren in der 1. Kreisklasse.

## Galerie

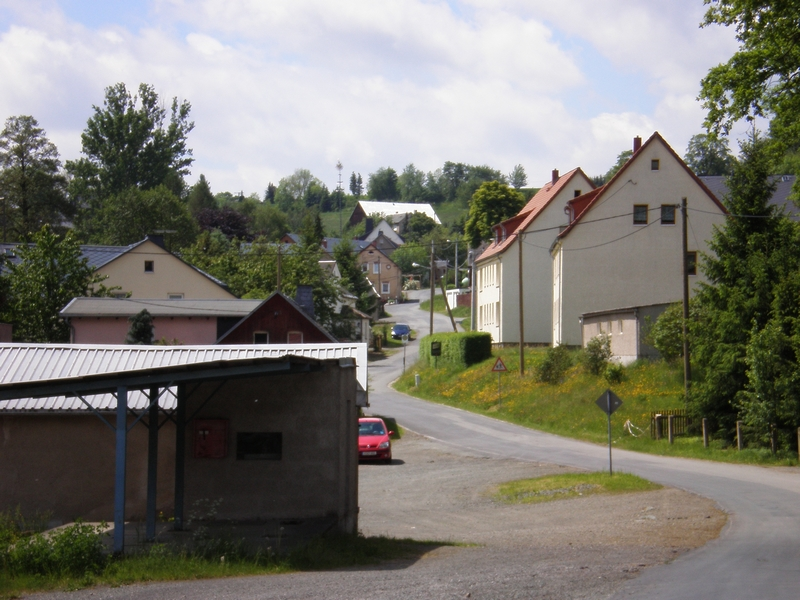
Ortsbild von Eichigt
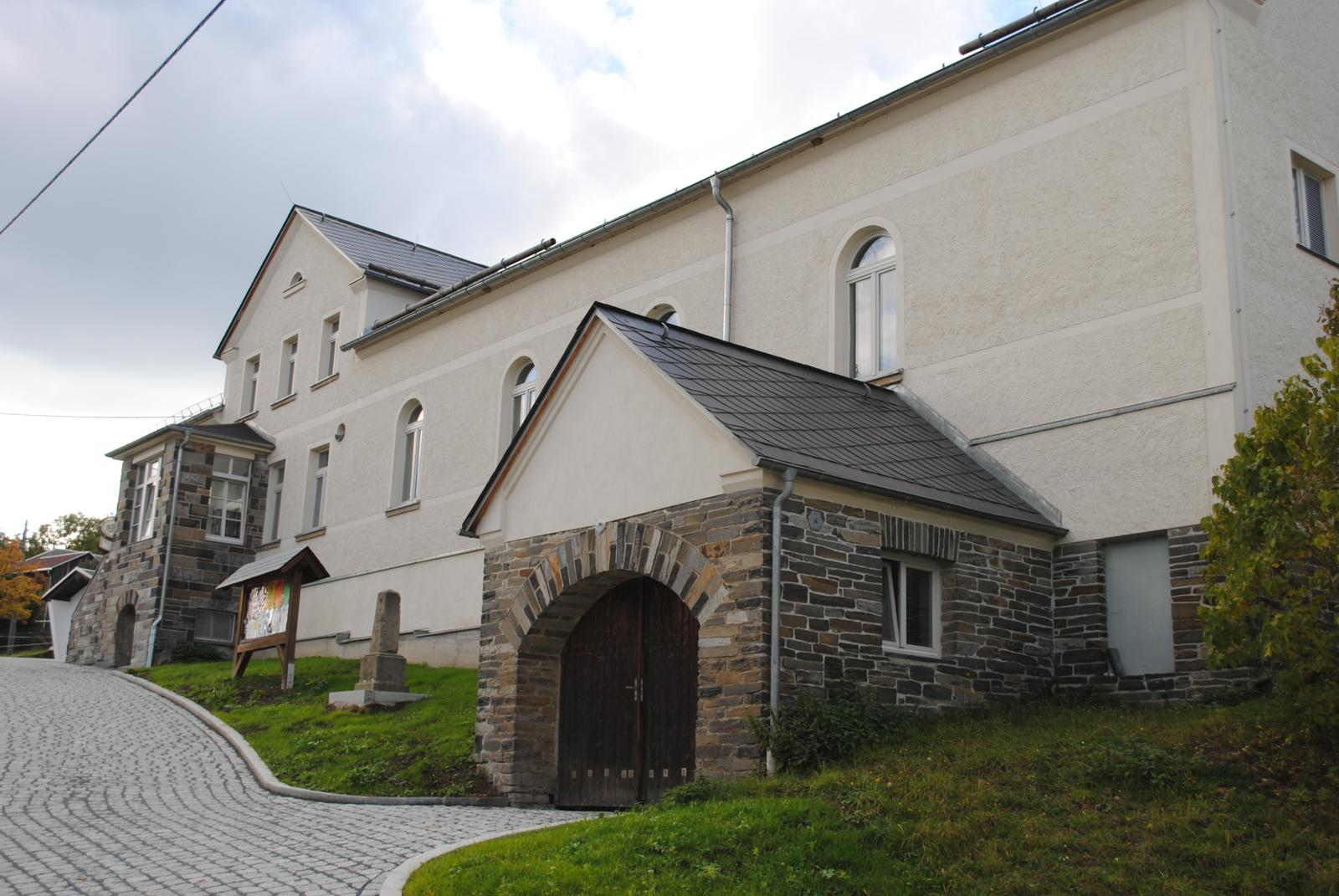
Bürgerhaus in Eichigt
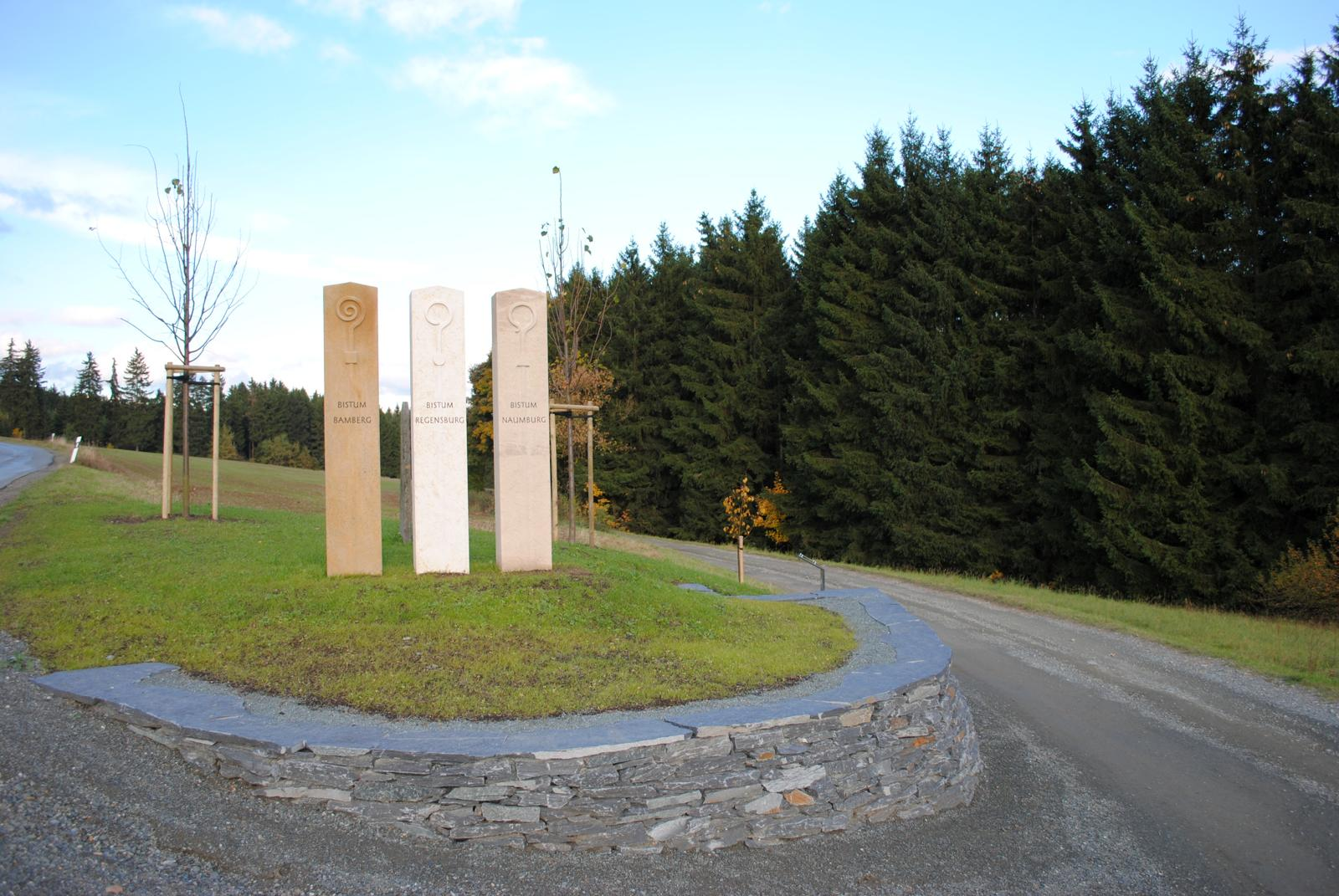
Ehemalige Bistumsgrenze Bamberg, Regensburg und Naumburg in Untereichigt an der Straße nach Hundsgrün
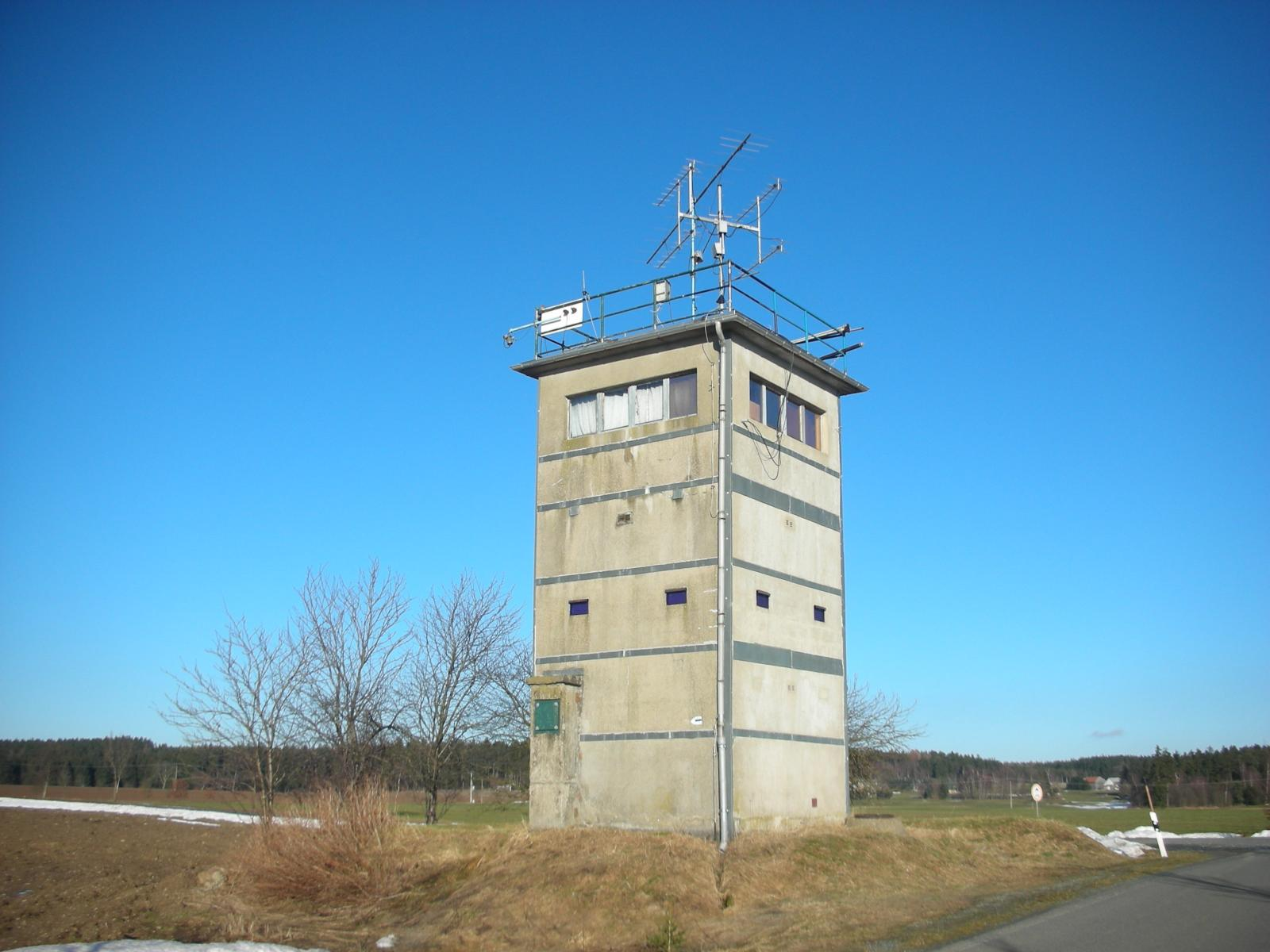
Grenzturm der DDR in Richtung Mittelhammer
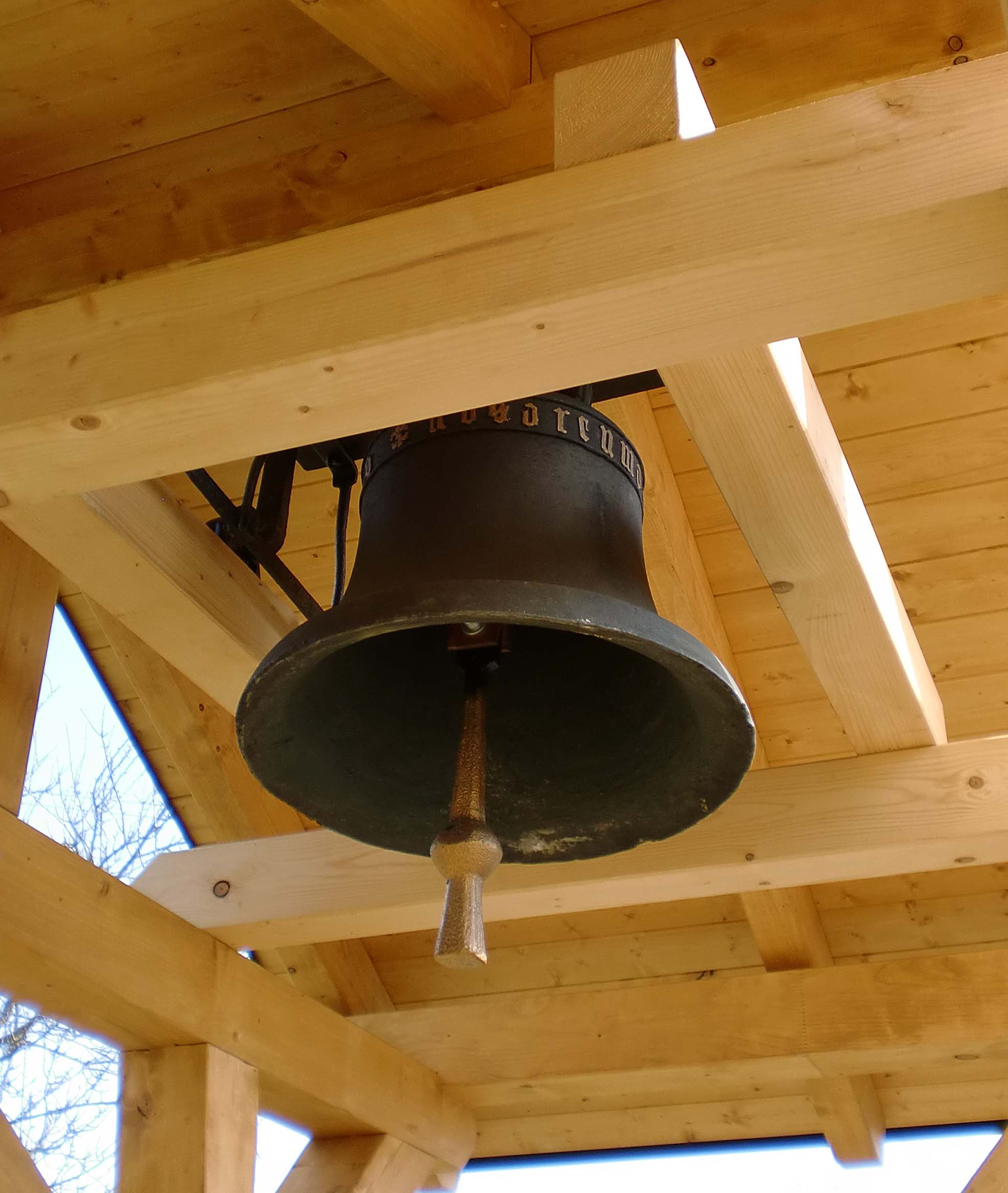
Über 700 Jahre alte Glocke aus der ehemaligen Schule am Dorfmittelpunkt von Bergen
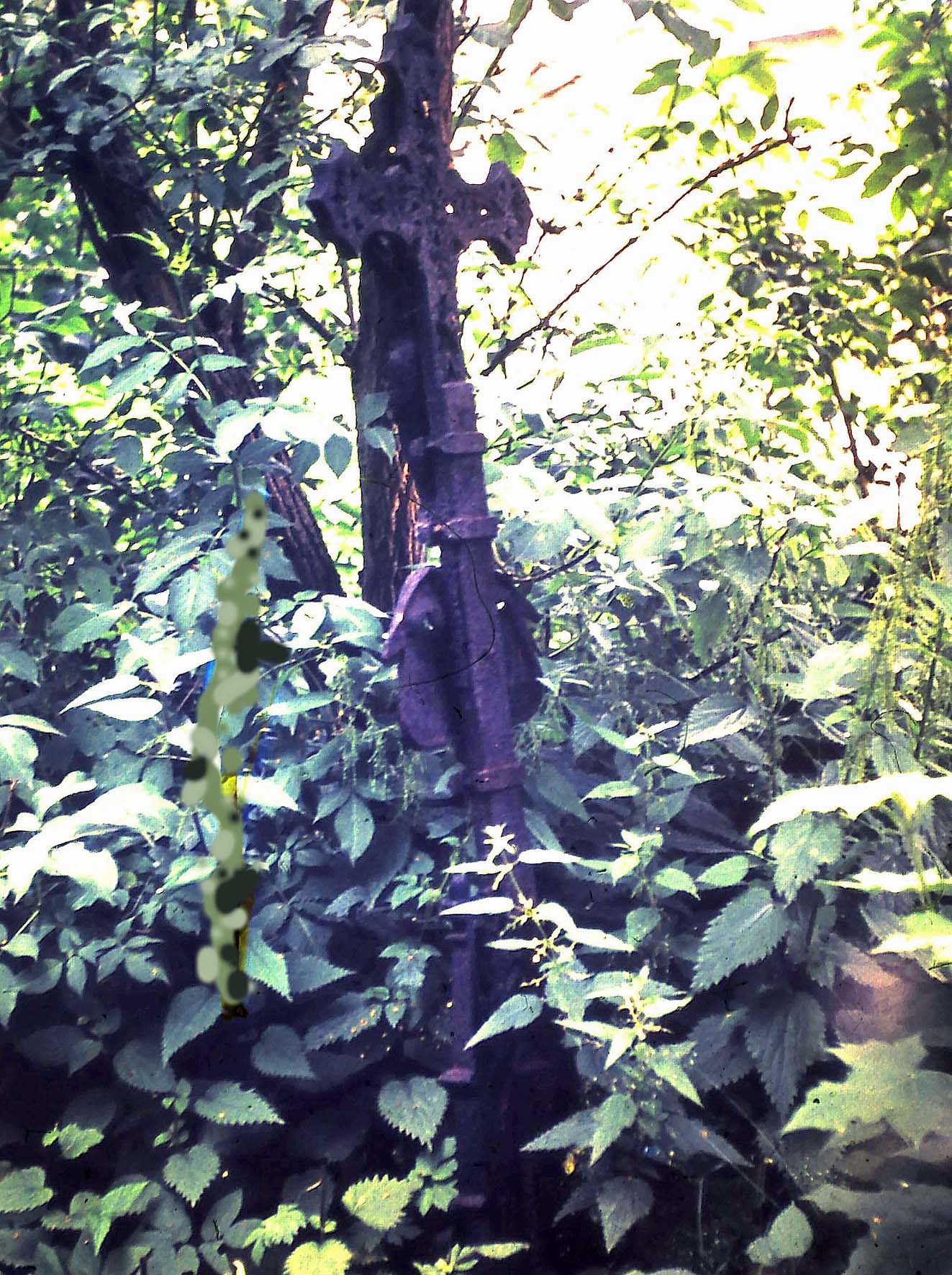
Zigeunergrab Eichigt, 1958

## Wirtschaft und Infrastruktur

### Öffentlicher Nahverkehr
Die Gemeinde Eichigt wird fast ausschließlich von der vertakteten RufBus-Linie 56 des Verkehrsverbunds Vogtland bedient. Diese führt von Oelsnitz über Oberhermsgrün, Hundsgrün und Eichigt nach Bergen und weiter über Tiefenbrunn und Posseck nach Haselrain. Bergen wird außerdem von den RufBus-Linien 38 und 39 bedient, die zusammen einen annähernden Stundentakt nach Adorf bilden. In Bergen wird ein Anschluss zwischen den Linien 38, 39 und 56 geboten, wodurch die Orte der Gemeinde Eichigt eine Verbindung nach Adorf besitzen.

### Öffentliche Einrichtungen
- Bauhof
- Schulküche
- Jugendclub

### Bildung
- Kindertagesstätte mit drei Vorschul-Gruppen und zwei Hortgruppen
- Grundschule, seit dem Schuljahr 2004/2005 zweizügig.

## Persönlichkeiten

### Söhne der Stadt
- Dietrich Nitzsche, geboren 1934 im Ortsteil Bergen, Bildhauer, gestorben 2018 in Dresden
- Gunther Nitzsche, geboren 1936 im Ortsteil Bergen, Agrarwissenschaftler
- Albin Schlehahn (1870–1939), Landschafts- und Blumenmaler

### Personen, die mit Eichigt in Verbindung stehen
- Wilhelm Ködel (geboren am 8. August 1892 in Adorf/Vogtl.), seit 1919 in Eichigt ansässiger Zitherbauer (Schüler von Adolf Meinel in Markneukirchen)[12]
- Gerhard Nitzsche (1902–1982): In Bergen wurde aus Anlass des 110. Geburts- und 30. Todestages des Bildenden Künstlers und ehemaligen Bergener Lehrers ein „Kleines Grafikkabinett“ mit 51 Blättern als Schenkung seiner drei Söhne im Gasthof Zur Grünen Linde eingerichtet.